# Leporinus klausewitzi
Leporinus klausewitzi är en fiskart som beskrevs av Géry, 1960. Leporinus klausewitzi ingår i släktet Leporinus och familjen Anostomidae. Inga underarter finns listade i Catalogue of Life.